# Área metropolitana de Ames
El Área Estadística Metropolitana de Ames, IA MSA, como la denomina la Oficina del Censo de los Estados Unidos, es un Área Estadística Metropolitana centrada en la ciudad de homónima, que solo abarca el condado de Story en el estado de Iowa, Estados Unidos. Su población según el censo de 2010 es de 89.542 habitantes, convirtiéndola en la 356.º área metropolitana más poblada de los Estados Unidos.

## Área Estadística Metropolitana Combinada
El área metropolitana de Ames es parte del Área Estadística Metropolitana Combinada de Ames-Boone, IA CSA junto con el Área Estadística Micropolitana de Boone, IA µSA; totalizando 115.848 habitantes en un área de 2.973 km².

## Comunidades del área metropolitana
Ciudades y pueblos
- Ames (ciudad principal)
- Cambridge
- Collins
- Colo
- Gilbert
- Huxley
- Kelley
- Maxwell
- McCallsburg
- Nevada
- Roland
- Sheldahl
- Slater
- Story City
- Zearing